# دروازه‌های گورستان
«دروازه‌های گورستان» (به انگلیسی: Cemetery Gates) یکی از ترانه‌های گروه هوی متال پنترا است. «دروازه‌های گورستان» پنجمین آهنگ از پنجمین آلبوم گروه با نام کابوهایی از جهنم است که در سال ۱۹۹۰ منتشر شد.
کابوی‌هایی از جهنم دومین آلبوم پنترا بود که فیل انسلمو به‌عنوان خواننده با آن‌ها همکاری می‌کرد. آهنگ «دروازه‌های گورستان» یکی از قطعات مشکل این آلبوم بود که انسلمو در آن، توانایی‌اش در اجرای قطعات آوازی دشوار را به رخ کشید و به خوبی از پس بخش‌هایی که آوازش باید از فرم ناله‌گونه به جیغ‌های نت بالا و در پاسخ گیتار دایمبگ دارل اجرا می‌شد، برآمد.
شعر «دروازه‌های گورستان» سوگ‌نامهٔ یک دوست یا خویشاوند مؤنث از دست رفته‌است. در آغاز، راوی با مخاطب قرار دادن یک کشیش جملاتی را در شکایت از تقدیر و از دست دادن دوست یا معشوقه‌اش بیان می‌کند و در بخش نهایی آهنگ، چشم‌اندازی مانند خودکشی یا مرگ را برای پیوستن دوباره به آن شخص را پیش روی خود تصور می‌کند.
«دروازه‌های گورستان» که در زمان انتشارش تبدیل به یکی از آهنگ‌های محبوب ایستگاه‌های رادیویی برای پخش شده بود، یکی از پرطرفدارترین آهنگ‌های پنترا نزد هواداران‌اش نیز هست. در نظرسنجی که نشریهٔ دنیای گیتار انجام داده، تک‌نوازی گیتار دایم در این آهنگ، رتبهٔ ۳۵ام را در میان بهترین سولوهای تمام دوران به‌خود اختصاص داده‌است.